# Raffaello Melani (insegnante)
Raffaello Melani (Pistoia, 31 dicembre 1897 – Pistoia, 12 luglio 1983) è stato un insegnante e latinista italiano.

## La vita
Laureato nel 1921 in filologia classica nell'Istituto di studi superiori di Firenze, iniziò il suo insegnamento nel liceo classico di Cagliari il 15 settembre 1924.
Insegnò successivamente nei licei classici di Grosseto e di Massa e infine al liceo classico Niccolò Forteguerri di Pistoia, dove tenne la cattedra di lettere greche e latine ininterrottamente per trentasei anni dal 1º ottobre 1932 al 1º ottobre 1968, data del suo pensionamento. Nel 1939, in pieno periodo fascista, fu l'unico professore a firmare l'esposto del Liceo Forteguerri al Tribunale Speciale in favore di alcuni suoi studenti (Silvano Fedi, Giovannelli, La Loggia) che si trovavano sotto processo per associazione e propaganda antinazionale.
Scrisse alcuni pometti in versi latini che gli valsero menzioni onorevoli al concorso di Amsterdam e diversi articoli di interesse filologico e storico.
Ricoprì le cariche di presidente sia della Società Pistoiese di Storia patria dal 1959 al 1983, che del Conservatorio femminile San Giovanni Battista dal 1954 al 1976 e anche, dal 1953, del Comitato provinciale della Società Dante Alighieri, di cui fu anche membro del Consiglio centrale.

## Opere
- In Alpibus, huiusce tempore belli: carmen, Firenze, Tipografia Enrico Ariani, 1918.
- Maecenas et Horatius; Humanae faces: poëmatia, Pistoia, Ditta Alberto Pacinotti, 1923
- Ricordo di Quinto Santoli, Pistoia, Tipografia pistoiese, 1960.
- Alcune lettere dell'archivio privato De Franceschi, Pistoia, Alberto Pacinotti, 1961
- Una famiglia pistoiese di patrioti e di combattenti, Pistoia, Alberto Pacinotti, 1961
- Un garibaldino ungherese nella città di Pistoia, Pistoia, Alberto Pacinotti, 1962
- Pistoia ed i pistoiesi nel canto XXIV dell'Inferno, Pistoia, Alberto Pacinotti, 1965.
- La formula greca del Simbolo niceo costantinopolitano nel ms. C 141 dell'Archivio capitolare di Pistoia, Pistoia, Società pistoiese di storia patria, 1966
- Pistoia: la sua tradizione, il suo cittadino più illustre, Pistoia, Comune di Pistoia, 1969